# Nissan
För andra betydelser, se Nissan (olika betydelser).
Nissan är en å som rinner upp som Nissa källa i en högmosse i Månsarps socken nära Taberg, belägen 290–300 meter över havet.

## Etymologi
Namnet Nissan skrevs på 1300-talet som Niz. Namnet kan vara bildat av ett ord som är släkt med ett latinskt verb nitere med betydelsen 'glänsa'.

## Sträckning, biflöden och avrinningsområde
Nissan rinner först i nordvästlig och västlig riktning, men går sedan sydvästligt genom Småland. Den passerar Norra Unnaryd, Gislaved, Smålandsstenar, Skeppshult, Hyltebruk med flera samhällen och går därefter in i Halland vid Rydöbruk och kommer via Torup, Fröslida, Nissaström, Johansfors, Oskarström, Sennan och Åled till Halmstad, där den mynnar i Laholmsbukten och Kattegatt. Ett flertal industrier på nämnda orter har genom åren hämtat drivkraft från detta vattendrag.
Nissan sätter sin prägel på Halmstad som är byggt kring ån genom det nya biblioteket som invigdes 2006, även i densamma. Vid Nissans utlopp i Laholmsbukten driver Halmstads hamn en betydande verksamhet. Här finns också en småbåtshamn. Nissan ger också tillfälle till fiske av lax och havsöring. I samband med kraftverksutbyggnaden i början av 1900-talet försvann laxen helt från ån, men har senare återinplanterats.
Några biflöden är:
- Betarpsbäcken
- Kilan
- Moa Sågbäck
- Sennanån
- Svanån

Nissans avrinningsområde gränsar i nordväst till Suseån (upp till omkring Drängsered) och Ätrans avrinningsområden längs en stor del av dess sträckning. I norr gränsar den till Tidans avrinningsområde (som då den rinner ut i Vänern ingår i Göta älvs huvudavrinningsområde). I nordöst gränsar den till olika vattendrag som rinner ut i Vättern och därigenom ingår i Motala ströms huvudavrinningsområde. I sydöst gränsar den längs en stor del av sin sträckning till Lagan och (från Femsjö väster om Bolmen) Fylleåns avrinningsområden.

## Natur och miljö
Det finns ett stort antal naturreservat (eller motsvarande) längs Nissan:: Dumme mosse, Angerdshestra prästskog, Källenäs, Krakhultabäcken, Komosse Södra (Jönköpings län, Västra Götalands län), Isaberg, Ettö, Anderstorps Stormosse, Villstad kyrkby, Mårås, Gassbo, Lintalund, Spenshult, Nissaström, Virsehatt, Finnsboskogen och Kvarnsjöskogen. Hotade arter som finns i vattendraget är flodpärlmussla, havsnejonöga, flytsvalting, skaftslamkrypa, flodnejonöga,  murgrönsmöja och flodkräfta.

## Mänsklig användning
Utmed Nissan går den urgamla handelsvägen Nissastigen,
i vår tid kallad Riksväg 26. I september 1877 invigde Halmstad–Nässjö Järnvägar, HNJ, sträckan Halmstad-Värnamo, där linjens sydliga del följer Nissan.
Nissan var även en betydande flottningsled. Från Kilans tillflöde till Nissan i Torup räknades den som kungsådra.

### Vattenkraftverk
Totalt finns det tio vattenkraftverk i Nissan. Varberg Energi har tre med en sammanlagd effekt på 6,3 MW och en beräknad årsproduktion på 24,5 GWh. Norska Statkraft äger och driver fem kraftverk med en sammanlagd effekt på 44 MW och en normalårsproduktion på 184 GWh enligt siffror från maj 2015.
Vattenkraftverken ligger från söder till norr i
- Slottsmöllan (Slottsmöllans Fastighets AB)
- Sperlingsholm (Sperlingsholms kraft AB)
- Oskarström nedre (Varberg Energi)
- Oskarström övre (används endast vid höga flöden) (Varberg Energi)
- Maredsfors (Varberg Energi)
- Nissaström (Statkraft)
- Fröslida (Statkraft)
- Nyebro (Statkraft)
- Gustavsberg (Statkraft)
- Hyltebruk (Statkraft)

## Bildgalleri

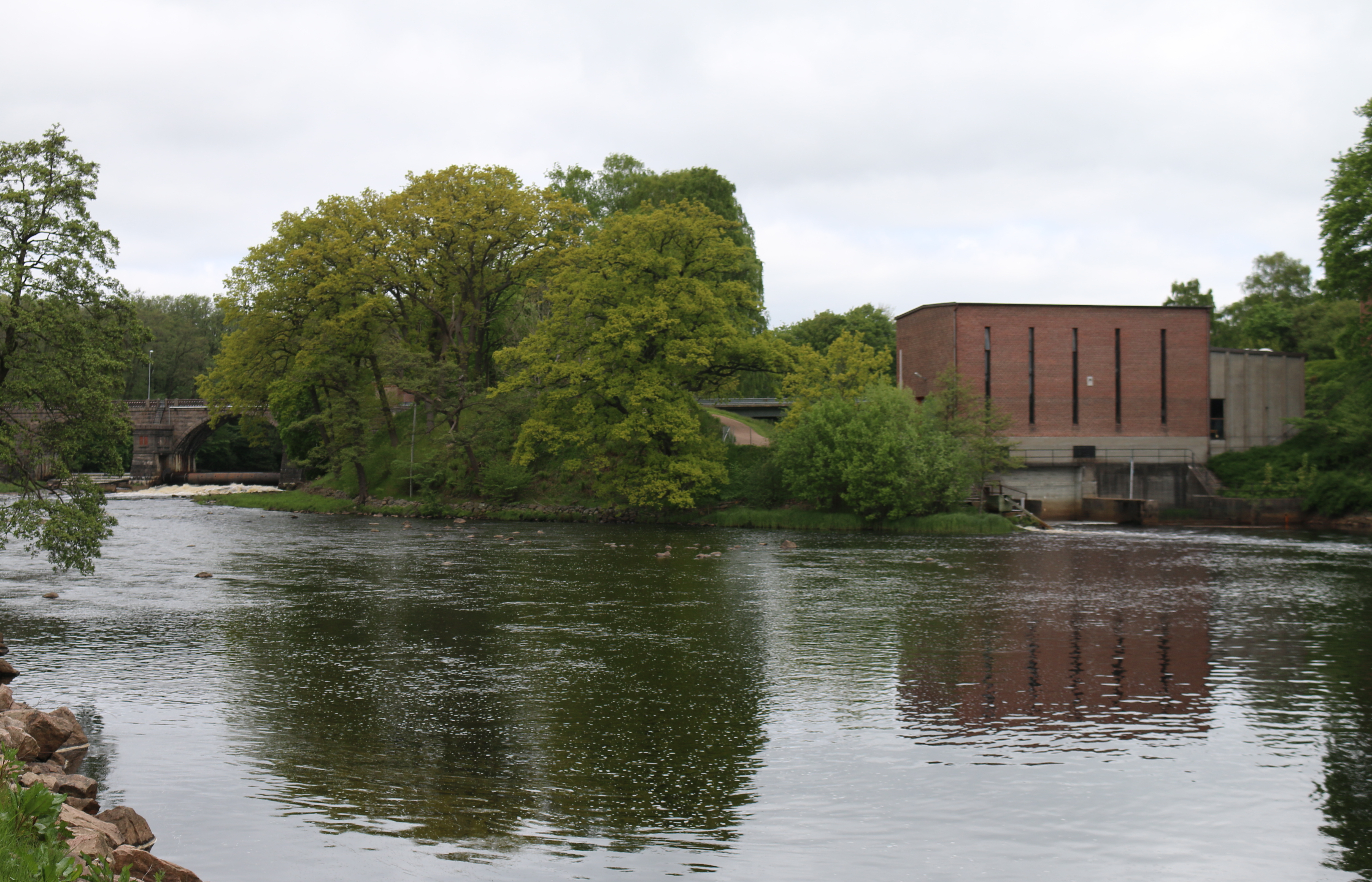
Slottsmöllans kraftverk
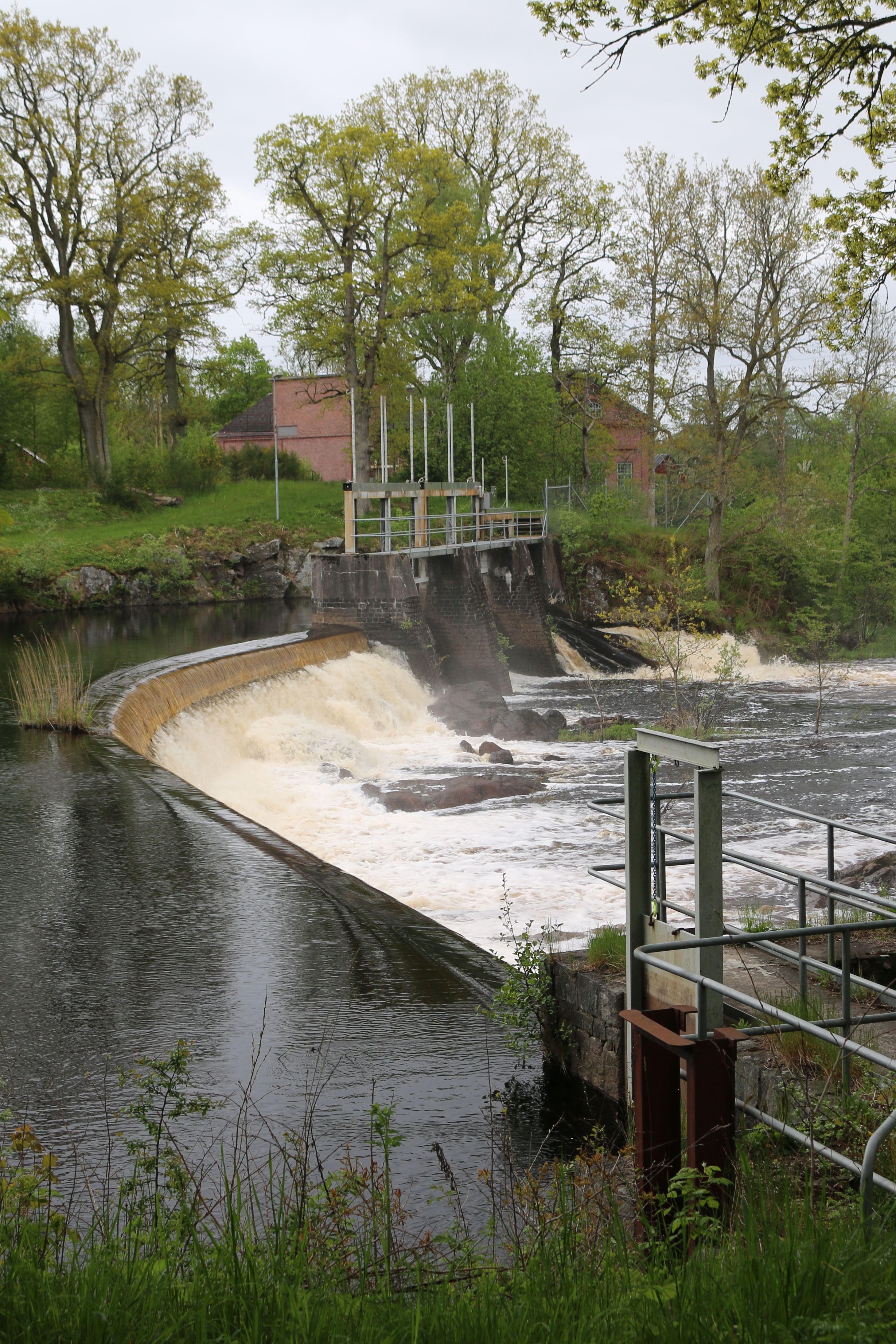
Sperlingsholms kraftverk
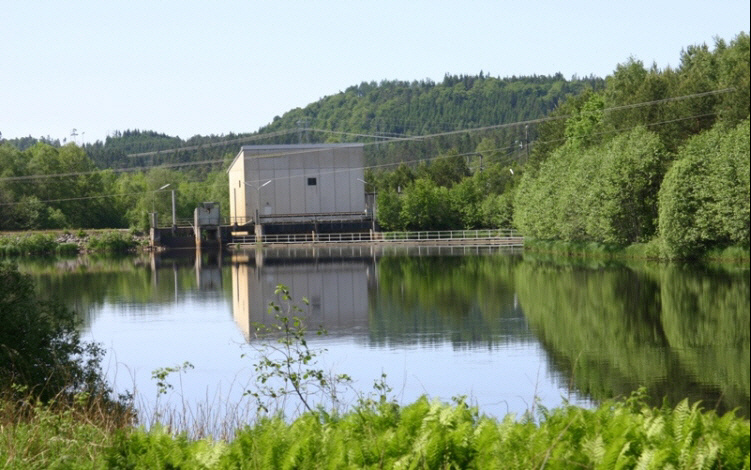
Vattenkraftverket i Fröslida
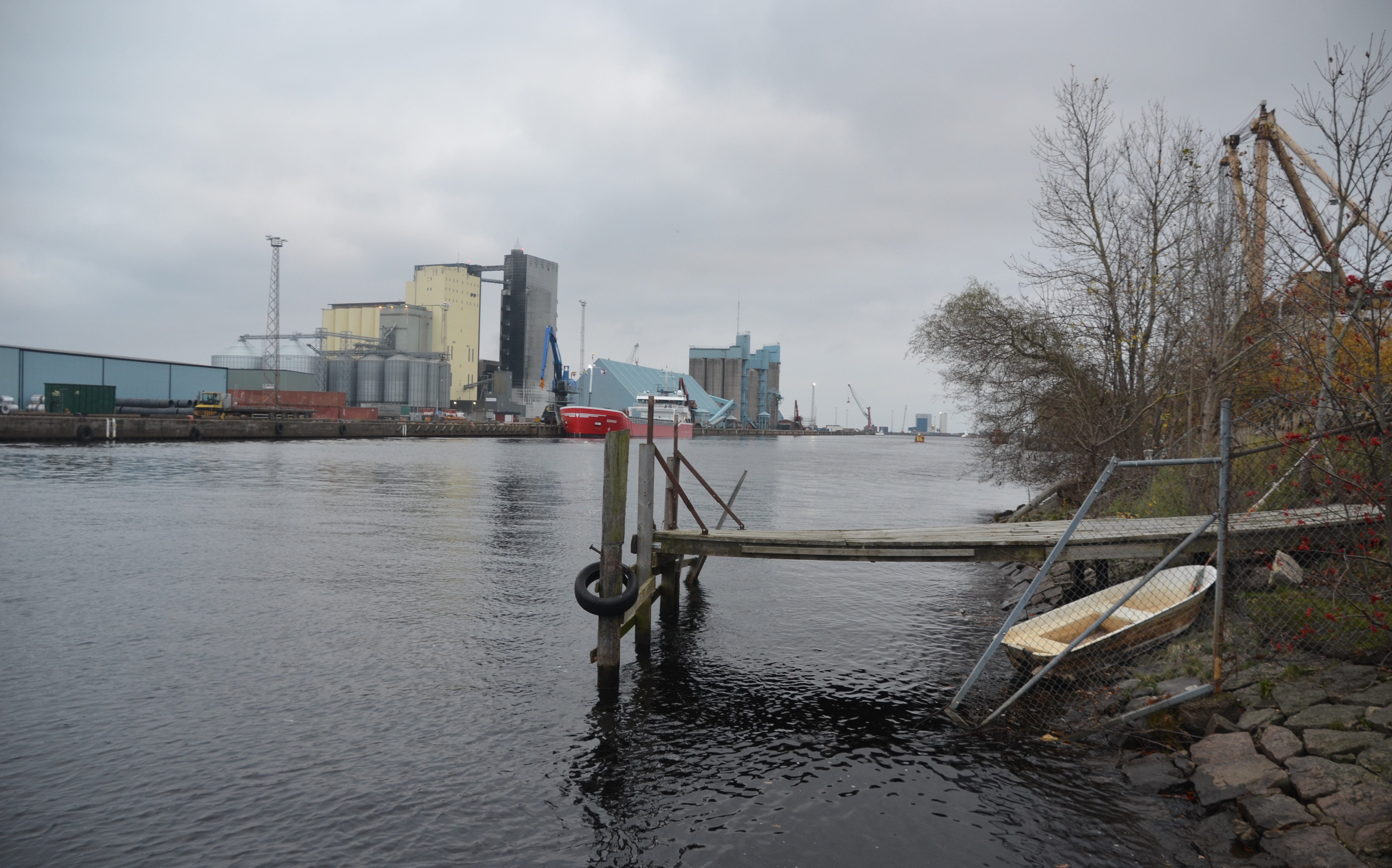
Nissans mynning i Halmstad

## Minnesramsor
De västsvenska åarna Viskan, Ätran, Nissan och Lagan är kända. Det finns ramsor för att komma ihåg dessa:
- vi ska äta, ni ska laga
- laga ni, äta vi.

Den första varianten räknar upp åarna norrifrån, den andra söderifrån.